# کارل گبهارت
کارل گبهارت (آلمانی: Karl Gebhardt؛ زاده ۲۳ نوامبر ۱۸۹۷ – درگذشته ۲ ژوئن ۱۹۴۸) یک جراح اهل آلمان بود.